# Zeebrugge
Zeebrugge (fr. Zeebruges; niem. Zeebrügge, Seebrügge; vls. Zêebrugge) – wieś portowa w północnej Belgii, na Wybrzeżu Belgijskim, nad Morzem Północnym, w dzielnicy Lissewege miasta Brugia, w Regionie Flamandzkim, w prowincji Flandria Zachodnia, w okręgu Brugia. Awanport Brugii, połączony z nią kanałem (podobnie jak z Gandawą). Liczy 4301 mieszkańców (1 stycznia 2014 r.)

## Historia
23 kwietnia 1918 eskadra brytyjskiej marynarki wojennej pod dowództwem R.J. Brownlow Keyesa dokonała udanego rajdu, niszcząc port w Zeebrugge, w którym stacjonowała flotylla niemieckich okrętów podwodnych.
6 marca 1987 u wybrzeży Zeebrugge zatonął brytyjski prom MF Herald of Free Enterprise. Zginęły 193 osoby.

## Gospodarka
Port handlowy, dostępny dla statków o nośności do 200 tys. ton, dowóz głównie ropy naftowej (rafineria) i surowców chemicznych. Ważny port rybacki. Połączenie promowe (towarowe i pasażerskie) z Dover i Felixstowe w Wielkiej Brytanii.